# 위너 (음악 그룹)
위너는 대한민국 4인조 보이 그룹으로, YG 엔터테인먼트 소속이다. 그룹명은 이름의 뜻처럼 진정성 있는 음악으로 가요계 '진정한 위너'가 되겠다는 포부의 의미가 담겨 있다. YG 엔터테인먼트에서 빅뱅 이후 8년 만에 선보이는 남성 그룹인 그들은 데뷔 이전 Team A라는 이름으로 2013년 엠넷에서 방송 된 리얼리티 서바이벌 프로그램 《WIN - Who Is Next?》에서 YG 엔터테인먼트의 또 다른 연습생인 Team B (현재의 iKON)와의 윈 파이널 배틀에서 우승해 '위너'라는 그룹 이름을 얻게 되었다.
멤버 송민호는 부실 복무 관련으로 인해 활동 중단하여 3인 체제로 팀 활동한다.

## 활동

### 데뷔 이전
위너의 데뷔에 앞서 그룹의 리더 강승윤은 이전에 2010년 엠넷에서 방송 된 서바이벌 오디션 프로그램 《슈퍼스타 K2》에서 최종 파이널 4인에 선정되었다. 이를 계기로 그는 2011년 YG 엔터테인먼트와 계약을 하였다. 그해, 강승윤은 MBC 《하이킥! 짧은 다리의 역습》으로 연기 데뷔를 하였다. 2013년, 그는 디지털 싱글 《비가 온다》를 발표하며 솔로 데뷔를 하였다.
이승훈은 2011년 SBS에서 방송 된 서바이벌 오디션 프로그램 《K팝 스타 시즌1》의 참가자로 출연했고, 그는 4위에 선정되었다. 2012년 5월 16일, YG 엔터테인먼트는 그와 계약을 체결했다고 보도하였다. 강승윤과 이승훈은 YG 엔터테인먼트의 연습생으로 트레이닝을 시작했다. 
송민호는 언더그라운드에서 "미노" 혹은 "휴즈보이 미노"라는 이름으로 활동을 했으며, 이외에도 다른 언더그라운드 래퍼 출신의 아이돌인 블락비의 지코, 박경, 피오와 스피드의 태운과 함께 활동을 했었다. 그는 당초, 블락비의 연습생 멤버로 준비를 하고 있었지만 개인적인 이유로 데뷔 전 그룹을 떠났다. 2011년에 그는 발라드 그룹 B.O.M.으로 데뷔했지만, 그룹은 2년 후 해체했다. 2012년 3월에는 채널 A 드라마 《K-팝 최강 서바이벌채널A》에 출연하며 연기 데뷔를 하였고. 2013년 그는 오디션을 통해 YG 엔터테인먼트의 연습생으로 발탁되었다.
맏형인 김진우는 "조이 댄스 플러그 인 뮤직 아카데미" 출신으로, 승리의 추천을 받아 2010년 YG 엔터테인먼트의 연습생이 되었다. 2011년 오디션을 통해 YG 엔터테인먼트의 연습생이 된 남태현은 김진우와 함께 2011년 YG 패밀리 콘서트의 백업 댄서로 무대에 섰다.

### 2013년 ~ 2014년: 데뷔와 초기 활동
위너는 Team A라는 이름으로 2013년 8월 23일부터 10월 25일까지 엠넷에서 방송 된 리얼리티 서바이벌 프로그램 《WIN - Who Is Next?》에 출연하였고, Team A는 지금의 iKON (정찬우 제외 당시 Team B)와 함께 데뷔 기회를 놓고 경쟁하였다. 결과적으로 Team A가 우승을 해 소속사의 YG 엔터테인먼트는 그들의 데뷔를 확정했다. 우승팀의 특권으로는 소속사 선배 가수인 빅뱅의 일본 돔 투어 《BIGBANG JAPAN DOME TOUR》 의 무대에 서는 것으로, 그해 11월 16일부터 2014년 1월 13일까지 위너는 그들의 일본 돔 투어 오프닝 게스트로 무대를 장식했다. 2013년 11월 8일, 발매된 태양의 디지털 싱글 〈RINGA LINGA〉의 뮤직 비디오에 백업 댄서로 출연했다. 위너는 한국과 일본에서 촬영이 진행되어 총 10회로 2013년 12월 13일부터 2014년 2월 14일까지 Mnet에서 방송 된 리얼리티 스타 탄생 프로그램 《위너 TV》에 출연하였다. 강승윤과 송민호는 윤종신의 3월 프로젝트 싱글 "월간 윤종신 3월호"의 〈Wild Boy〉에 참여했다.
2014년 6월부터 8월까지, YG 엔터테인먼트는 YG 블로그와 유튜브를 통해 위너의 티저 이미지와 영상 시리즈를 대중들에게 공개했다. 위너는 8월 6일 서울 영등포구 여의도동 콘래드호텔에서 열린 데뷔 론칭쇼에서 공식 데뷔를 알렸다. 그들은 2014년 8월 12일 첫 정규 앨범 《2014 S/S》의 음원을 공개한 후, 8월 14일 음반을 발매하였다. 위너는 8월 17일 음악 프로그램 《SBS 인기가요》로 공식 데뷔 무대를 가졌고, 그룹의 공식 팬클럽 명인 "이너 서클"(Inner Circle)을 공개했다. 위너는 앨범 발매에 이어, 그들의 공식 유튜브 채널에 2편의 뮤직 비디오를 공개하였고 얼터너티브 락 곡인 〈컬러링〉과 미드-템포 힙합 곡의 〈공허해〉는 업로드 된지 24시간만에 100만 조회수를 기록했다.

### 2015년 ~ 2017년: 멤버 솔로 활동 및EXIT,FATE NUMBER FOR,Our Twenty For
2015년 2월 15일, YG 엔터테인먼트는 위너의 2015 상반기 새 앨범에 대한 컴백 계획을 발표했다. 하지만 이 계획은 무기한 연기되었다.
4월 9일, 강승윤은 CJ E&M의 웹 드라마 《우리 헤어졌어요》에 2NE1의 박산다라와 주연을 맡았다.
송민호는 엠넷 힙합 래퍼 서바이벌 프로그램 《쇼미더머니4》에 출연했다. 그는 1차 무대에서 지코와 팔로알토와 공연했다. 송민호는 이 공연에서 선보인 〈거북선〉, 〈다 비켜봐〉와 〈겁〉을 발매하며 각종 음원 차트에 올렸다. 8월 3일, 김진우가 한중 합작 드라마 《마법의 핸드폰》에 캐스팅 되었다.
위너는 1년 5개월이라는 긴 공백기를 거친 후, YG 엔터테인먼트는 2016년 1월 5일 공식 블로그와 네이버 TV캐스트를 통해 'WINNER - 2016 PROJECT 'EXIT MOVEMENT' TEASER FILM'이라는 타이틀의 영상을 공개했다. 위너의 연간 플랜으로 남태현과 송민호의 듀엣곡 〈사랑가시〉를 선공개하였고, 1월 19일 공개된 트랙 리스트에 따르면 이번 앨범에 수록된 5곡 전곡은 위너의 자작곡으로 이뤄져 있다.  2월 1일 새 EP 앨범 《EXIT:E》를 발매하였다. 그러나 EXIT 프로젝트는 지체되고있다.
2016년 11월 25일 건강상 문제로 남태현 탈퇴후 위너는 4인조로 개편이 되었다.
2017년 4월 4일 싱글 앨범 《FATE NUMBER FOR》 4시 컴백을 하였다. 이후 4개월만인 8월 4일 싱글 앨범 《Our Twenty For》로 4시 컴백을 하였다.
really really는 보이 그룹 최초 차트 인 1 억 스트리밍 을 달성했다.

### 2018년 ~ 2019년: EVERYD4Y, MILLIONS, WE, CROSS
2018년 2월 7일, 일본에서 'Our twenty for'를 발매하였고, 오리콘 차트 1위를 하는 성과를 냈다. 2018년 4월 4일 정규 2집 《EVERYD4Y》로 컴백을 하였고 음원 차트 1위를 휘쓸었다. 2018년 12월 19일 싱글 앨범 《MILLIONS》로 컴백하였다. 2019년 5월 15일 새 EP 앨범 《WE》로 컴백하였다.
2019년 10월 23일 새 EP 앨범 《CROSS》로 컴백하였다.

### 2020년 ~ 2022년: Remember, 김진우/이승훈의 대체복무, 개인 활동, HOLIDAY
2020년 3월 26일 뜸을 선공개 발표. 
2020년 4월 2일 김진우가 사회복무요원으로 대체복무를 시작했다.
2020년 4월 9일 정규 3집 앨범 《Remember》로 컴백하였다.
2020년 4월 16일 이승훈이 사회복무요원으로 대체복무를 시작했다.
2020년 10월 30일 송민호는 정규 3집 앨범《TAKE》로 컴백하였다.
2021년 3월 29일 강승윤은 정규 1집 앨범 《PAGE》로 컴백하였다.
2021년 12월 7일 송민호는 정규 4집 앨범 《"TO INFINITY."》로 컴백하였다.
2021년 12월 31일 김진우가 대체복무를 마쳤다.
2022년 1월 14일 이승훈이 대체복무를 마쳤다.
2022년 4월 30일, 5월 1일 《WINNER의 단독 콘서트》가 진행된다.
2022년 7월 5일, 네번째 미니 음반 《HOLIDAY》를 발매하며 완전체 컴백하였다.

### 2023년 ~ 2024년: 송민호/강승윤의 군 입대, 개인 활동
2023년 3월 24일 송민호가 사회복무요원으로 대체복무를 시작했다.
2023년 6월 20일 강승윤이 육군 현역으로 군복무를 시작했다.
2024년 12월 19일 강승윤이 전역했다.
2024년 12월 23일 송민호가 대체복무를 마쳤다.

### 2025년:
2025년 멤버 송민호의 군복무 이탈 문제로 활동 중단하여 3인 체제로 단독 콘서트를 개최한다.

## 구성원
| 이름   | 소개 |
| ------ | --- |
| 강승윤 | - 이름 : 강승윤(姜昇潤) - 생년월일 : 1994년 1월 21일(31세) - 출생지 : 대한민국 부산광역시 해운대구 - 활동기간 : 2014년 8월 12일 ~ 현재    |
| 김진우 | - 이름 : 김진우(金秦禹) - 생년월일 : 1991년 9월 26일(33세) - 출생지 : 대한민국 전라남도 신안군 임자면 - 활동기간 : 2014년 8월 12일 ~ 현재 |
| 이승훈 | - 이름 : 이승훈(李昇勳) - 생년월일 : 1992년 1월 11일(33세) - 출생지 : 대한민국 부산광역시 동래구 - 활동기간 : 2014년 8월 12일 ~ 현재      |
| 송민호 | - 이름 : 송민호(宋旻浩) - 생년월일 : 1993년 3월 30일(32세) - 출생지 : 대한민국 경기도 용인시 기흥구 - 활동기간 : 2014년 8월 12일 ~ 현재   |

### 이전 구성원
| 이름   | 소개 |
| ------ | --- |
| 남태현 | - 이름 : 남태현 (南太鉉) - 생년월일 : 1994년 5월 10일(31세) - 출생지 : 대한민국 경기도 하남시 - 활동기간 : 2014년 8월 12일 ~ 2016년 11월 25일 |

## 음반 목록
| 년도 | 날짜      | 활동 국가 | 앨범 이름                   | 수록곡 | 비고               |
| ---- | --------- | --------- | --------------------------- | --- | ------------------ |
| 2014 | 8월 12일  | 한국      | 2014 S/S                    | 1. 공허해 2. 컬러링 3. 끼부리지마 4. 걔 세 5. 척 6. 고백하는 거야 7. 사랑하지마 8. Different 9. 이 밤 10. Smile Again                                                                                                | 한국 정규 1집 앨범 |
| 2014 | 9월 10일  | 일본      | 2014 S/S -Japan Collection- | 1. GO UP 2. EMPTY 3. COLOR RING 4. DON'T FLIRT 5. LOVE IS A LIE 6. CONFESSION (TAE HYUN Solo) 7. BUT 8. DIFFERENT 9. TONIGHT 10. SMILE AGAIN 11. JUST ANOTHER BOY 12. I'M HIM (MIN HO Solo) (KR Ver.)                | 일본 정규 앨범     |
| 2016 | 2월 1일   | 한국      | EXIT : E                    | 1. BABY BABY 2. 센치해 3. 철없어 4. 좋더라 (태현 SOLO) 5. 사랑가시 (민호&태현) | 한국 EP 앨범       |
| 2017 | 4월 4일   | 한국      | FATE NUMBER FOR             | 1. Really Really 2. FOOL | 한국 싱글 앨범     |
| 2017 | 8월 4일   | 한국      | Our Twenty For              | 1. LOVE ME LOVE ME 2. ISLAND | 한국 싱글 앨범     |
| 2018 | 4월 4일   | 한국      | EVERYD4Y                    | 1. EVERYDAY 2. AIR 3. 여보세요 (HELLO) 4. 손만 잡고 자자 (TURN OFF THE NIGHT) 5. LA LA 6. 애 걔 (FOR) 7. 예뻤더라 (WE WERE) 8. 사치 (LUXURY) 9. MOVIE STAR 10. SPECIAL NIGHT 11. RAINING 12. HAVE A GOOD DAY         | 한국 정규 2집 앨범 |
| 2018 | 12월 19일 | 한국      | MILLIONS                    | 1. MILLIONS | 한국 싱글 앨범     |
| 2019 | 5월 15일  | 한국      | "WE"                        | 1. AH YEAH<아예> 2. 동물의 왕국<ZOO> 3. 몰라도 너무 몰라<MOLA> 4. BOOM 5. EVERYDAY<REMIX> 6. 첫사랑<2019> <FIRST LOVE>                                                                                               | 한국 EP 앨범       |
| 2019 | 10월 23일 | 한국      | CROSS                       | 1. SOSO 2. OMG 3. 빼입어(DRESS UP) 4. 바람(WIND)(YOONY SOLO) 5. FLAMENCO(HOONY SOLO) 6. 끄덕끄덕(DON'T BE SHY) | 한국 EP 앨범       |
| 2020 | 4월 9일   | 한국      | Remember                    | 1. Remember 2. 뚝(JINU SOLO) 3. 뜸<Hold> 4. 막춤 5. My bad 6. Teaser 7. Well 8. 세레나데(HOONY SOLO) 9. 공혀해(4 ver.)<EMPTY> 10. 끼부리지마(4 ver.)<Don't Flirt> 11. 컬러링(4 ver.)<Coloring> 12. Different(4 ver.) | 한국 정규 3집 앨범 |
| 2022 | 7월 5일   | 한국      | HOLIDAY                     | 1. I LOVE U 2. 10분 3. HOLIDAY 4. 집으로 5. FAMILY 6. 새끼손가락 | 한국 미니 4집 앨범 |

## 수상 내역

### 시상식
| 연도   | 나라 | 날짜      | 시상식                          | 수상                       | 비고   |
| ------ | ---- | --------- | ------------------------------- | -------------------------- | ------ |
| 2014년 | 한국 | 10월 28일 | 스타일 아이콘 어워즈            | 뉴아이콘                   | 위너   |
| 2014년 | 한국 | 11월 13일 | 제6회 멜론 뮤직 어워드          | 신인상                     | 위너   |
| 2014년 | 한국 | 11월 13일 | 제6회 멜론 뮤직 어워드          | TOP 10                     | 위너   |
| 2014년 | 한국 | 12월 3일  | 제16회 Mnet 아시안 뮤직 어워드  | 신인상                     | 위너   |
| 2014년 | 한국 | 12월 9일  | 아레나 A-AWARDS                 | 뉴 라이징상                | 위너   |
| 2014년 | 미국 | 12월 9일  | 퓨즈TV                          | 올해 최고 신인 아티스트    | 위너   |
| 2014년 | 중국 | 12월 10일 | 투도우 영 초이스 뮤직 어워드    | 최고 인기 한국 그룹상      | 위너   |
| 2014년 | 한국 | 12월 21일 | 2014 SBS 가요대전               | SUPER5 신인상              | 위너   |
| 2015년 | 한국 | 1월 14일  | 제29회 골든디스크 어워즈        | 음원 부문 신인상           | 위너   |
| 2015년 | 한국 | 1월 28일  | 제4회 가온 차트 K-POP 어워드    | 올해의 신인상              | 위너   |
| 2015년 | 중국 | 3월 25일  | QQ 뮤직 어워드                  | 올해의 해외 신인상         | 위너   |
| 2016년 | 한국 | 2월 17일  | 가온 차트 K-POP 어워드          | 올해의 발견상 Hip-Hop 부분 | 송민호 |
| 2016년 |      | 3월 15일  | 제8회 스타일 아이콘 아시아      | 어썸 케이 스타일 상        | 위너   |
| 2016년 |      | 7월 28일  | MTV ASIA MUSIC GALA 2016        | 해외 최고 인기 그룹상      | 위너   |
| 2017년 | 한국 | 1월 19일  | 2017 제26회 하이원 서울가요대상 | 힙합상 유닛 MOBB 수상      | MOBB   |
| 2017년 | 한국 | 12월 2일  | 2017 멜론 뮤직 어워드 MMA       | TOP 10                     | 위너   |
| 2018년 | 한국 | 1월 10일  | 제32회 골든디스크 어워즈        | 디지털 음원 부문 본상      | 위너   |

### 가요 프로그램 1위
| 연도            | 수상 내역 (총 25회) |
| --------------- | --- |
| 2014년 (총 6회) | - 공허해 (총 6회) - 8월 21일 M.net 《엠카운트다운》 1위 - 8월 22일 KBS 《뮤직뱅크》 K-Chart 1위 - 8월 24일 SBS 《인기가요》 1위 - 8월 28일 M.net 《엠카운트다운》 1위 - 8월 31일 SBS 《인기가요》 1위 (2주 연속) - 9월 18일 M.net 《엠카운트다운》 1위 (트리플 크라운)                                                                                    |
| 2016년 (총 1회) | - 센치해 (총 1회) - 2월 25일 M.net 《엠카운트다운》 1위 |
| 2017년 (총 5회) | - REALLY REALLY (총 5회) - 4월 13일 M.net 《엠카운트다운》 1위 - 4월 16일 SBS 《인기가요》 1위 - 4월 20일 M.net 《엠카운트다운》 1위 (2주 연속) - 4월 22일 MBC 《쇼!음악중심》 1위 - 4월 23일 SBS 《인기가요》 1위 (2주 연속) |
| 2018년 (총 7회) | - EVERYDAY (총 5회) - 4월 11일 MBC MUSIC《쇼 챔피언》챔피언송 (하이라이트 방송으로 인한 생방송 결방) - 4월 12일 M.net 《엠카운트다운》 1위 - 4월 14일 MBC 《쇼!음악중심》 1위 - 4월 15일 SBS 《인기가요》 1위 - 5월 3일 M.net 《엠카운트다운》 1위 (통산 2주) - MILLIONS (총 2회) - 12월 27일 M.net 《엠카운트다운》 1위 - 12월 30일 SBS 《인기가요》 1위 |
| 2019년 (총 5회) | - MILLIONS (총 4회) - 1월 3일 M.net 《엠카운트다운》 1위 (2주 연속) - 1월 5일 MBC 《쇼!음악중심》 1위 - 1월 6일 SBS 《인기가요》 1위 (2주 연속) - 1월 11일 KBS 《뮤직뱅크》 K-Chart 1위 - 아예 (총 1회) - 5월 23일 M.net 《엠카운트다운》 1위 |